# Fabio Scipioni
Fabio Scipioni (Terni, 16 novembre 1963) è un musicista, compositore e paroliere italiano, chitarrista dei Warhead dal 1982.

## Biografia
All'età di 14 anni comincia a suonare la chitarra classica ed è allievo di Mauro Cozza e Fabrizio Modesti, più tardi di Valter Vincenti.
A 16 anni inizia a suonare anche la chitarra elettrica e ha la sua prima esperienza di gruppo con gli Absolutely Nothing. L'anno successivo, insieme a Giovanni Chirchirillo al basso, Andrea Cerrai alla voce e Lucio Marcucci alla batteria fonda gli I.Decayed, gruppo di musica New wave in stile Siouxsie & the Banshees / Killing Joke.
Nel 1982 Scipioni incontra Fausto Colasanti, chitarrista dei Fastrek, e, insieme a Roberto Piantoni basso e a Lucio, già batterista degli I.Decayed, decidono di dare vita ai Warhead. Nel gennaio 1983 il gruppo pubblica In Rock We Trust primo album su cassetta per la Green Tapes.
Nel 1986 esce in collaborazione con la Toast Records di Giulio Tedeschi il primo album in vinile dal titolo The black radio.
Nel 1987 insieme a Cinzia Sensi fonda la Mosca Records, etichetta discografica che rimarrà attiva fino al 1991. Presenza attiva in tutte le manifestazioni culturali/musicali del centro Italia quali Rockin'umbria, Arezzo Wave, Arte n'Rock come distributore di Rock italiano con più di 250 titoli diversi. In questi anni pubblica i due 7" X-Mas Bop / White Christmas, con la partecipazione di Paul Chain all'organo hammond e Cinzia Sensi alla voce, e One More Time In The Jail entrambi distribuiti con l'aiuto della Toast Records.
Nel 1992 produce l'album su cassetta dal titolo Outlaw rider e nel 1993 Ten years on the road. Nel 1992 anche cantante del Sistema Informativo Massificato gruppo di Pescara ex Vegetable men, e insieme vincono la partecipazione alla biennale di Valencia.
Dal 1994 al 1998 lavora a Pesaro come fonico e produttore negli studios Day Records di Paul Chain, il quale curerà la produzione di Sand'Son, pubblicato da New LM Records, con Fabrizio Ugolini alla voce, Fausto Colasanti alla chitarra, Valter Vincenti al basso e Valter Sacripanti alla batteria.
Dal 1997 al 1999 è anche chitarrista nei Mosaico, gruppo di Albino Cimini, storico bassista di Nino Ferrer.
Nel 2001 inizia ad allestire il Kailash, studio di ripresa per chitarre, e inizia a registrare Sky Fab. Ma gli eventi funesti di quell'anno, la morte di Carlo Giuliani prima e gli attentati terroristici dell'11 settembre poi, impongono di fermare il lavoro e prendere una lunga pausa di riflessione.
Nel 2003 l'incontro con Narayana Minozzi fa ripartire il progetto Sky Fab. Fabio riprende a scrivere musica e testi e nel 2007 il disco viene pubblicato da Beard Of Stars Records.
In seguito ha registrato e prodotto insieme a Giovanni Chirchirillo gli I.Decayed che si sono riuniti a marzo del 2012 con Manolo Raggi alla batteria.